# Comté de Placer
Pour les articles homonymes, voir Placer.
Le comté de Placer (en anglais : Placer County) est un comté de l'État de Californie, aux États-Unis. Au recensement de 2020, il compte 404 739 habitants. Son siège est Auburn.
Il est situé en Californie du Nord, à la frontière avec le Nevada, sur le lac Tahoe, dont le comté comprend une partie dans la région de Tahoe City sur la rive nord-ouest.

## Démographie
| 1860   | 1870   | 1880   | 1890   | 1900   | 1910   |
| ------ | ------ | ------ | ------ | ------ | ------ |
| 13 270 | 11 357 | 14 232 | 15 101 | 15 786 | 18 237 |

| 1920   | 1930   | 1940   | 1950   | 1960   | 1970   |
| ------ | ------ | ------ | ------ | ------ | ------ |
| 18 584 | 24 468 | 28 108 | 41 649 | 56 998 | 77 306 |

| 1980    | 1990    | 2000    | 2010    | 2020    | - |
| ------- | ------- | ------- | ------- | ------- | - |
| 117 247 | 172 796 | 248 399 | 348 432 | 404 739 | - |